# Loddby
Loddby is een plaats in de gemeente Norrköping in het landschap Östergötland en de provincie Östergötlands län in Zweden. De plaats heeft 199 inwoners (2005) en een oppervlakte van 13 hectare.